# Scott Sunderland
Scott Sunderland, född den 28 november 1966 är en australisk före detta landsvägscyklist som var professionell från 1990 till 2004. Hans främsta meriter är segrarna i Trofeo Pantalica 1991, Nokere Koerse 1998, GP de Fourmies 2001 och Grand Prix Pino Cerami 2001.
Efter karriären var Sunderland sportdirektör för Team CSC från 2004 till 2008.
Denne Scott Sunderland skall inte förväxlas med den australiske bancyklisten (född 1988) eller den brittiske skådespelaren (1883–1856) med samma namn.

## Meriter
| 1991 Vinnare av Trofeo Pantalica 7:a totalt i Settimana Internazionale Coppi e Bartali 9:a totalt i Tirreno-Adriatico 1992 5:a i Milano–Sanremo 7:a i GP Raymond Impanis 8:a i Wincanton Classic 9:a i Vuelta a Andalucia 1993 3:a i Herinneringsprijs Dokter Tistaert 9:a i Züri Metzgete 10:a totalt i Tour de Suisse 10:a i Wincanton Classic 1994 2:a i Trophée des Grimpeurs 10:a totalt i Vuelta a Burgos 1995 4:a i Grote Prijs Jef Scherens 10:a i Giro dell'Emilia 1996 Vinnare av Tour de Wallonie | 1997 7:a i Tour Méditerranéen 1998 Vinnare av Nokere Koerse 3:a i Grand Prix Pino Cerami 1999 6:a i Grand Prix d'Isbergues 2000 2:a i linjelopp vid Australiska mästerskapen 3:a i Druivenkoers Overijse 7:a i linjelopp vid Världsmästerskapen 2001Vinnare av Grand Prix Pino Cerami Vinnare av GP de Fourmies Vinnare av etapp 6 i Herald Sun Tour 2:a i Brabantse Pijl 3:a i Paris–Bourges 3:a i Paris–Camembert 3:a i Grand Prix de Wallonie 5:a totalt i Hessen Rundfahrt 7:a totalt i Course de la Paix 2002 Vinnare av etapp 7 i Österrike runt |